# Vitézi Rend
De Vitézi Rend, te vertalen met de "Stand" van de dapperen" of "Stand der Tapferen", is de naam van een met een ridderorde vergelijkbaar Hongaars instituut. Hongarije werd na de Eerste Wereldoorlog een onafhankelijk koninkrijk en het kon niet meer beschikken over de Orde van Maria Theresia om dappere militairen te decoreren.
De Hongaren werden geïnspireerd door een eerbewijs dat in het midden van de 16e eeuw door de Hongaarse rebel György Dózsa en na 1678 door de rebel Imre Thököly (1657-1705) aan moedige volgelingen van niet-adellijke geboorte werd verleend. Men noemde deze dapperen volgens een eeuwenoude traditie "Vitéz".
In augustus 1920 maakte de Hongaarse regent, Admiraal Miklós Horthy, bekend dat er een nieuwe orde zou worden ingesteld. De stand was in eerste instantie een militair instituut dat door hervorming van het grootgrondbezit vrijgekomen grond onder verdienstelijke soldaten uit de Eerste Wereldoorlog en de daaropvolgende burgeroorlog zou moeten verdelen.
Hongarije werd in 1920, na een korte communistische revolte en een Radenrepubliek, een reactionaire staat en de regering gelastte dat de helden een ridderslag zouden ontvangen en de titel "Vitéz", te vertalen met ridder of held, zouden dragen. De dragers behoorden daarmee tot de Hongaarse adel.
De dragers van niet-Hongaarse geslachtsnamen magyariseerden hun naam door de uitgang "-y" of "-i" aan hun naam toe te voegen. Admiraal Horthy was al een edelman door geboorte maar mocht zich nu "vitéz nagybányai Miklós Horthy von Nagybánya" noemen. De titel en het landgoed, een dergelijk majoraat werd "heldengoed" genoemd, ging over op de oudste zoon.
De Heldenstand omvatte in 1936 zestienduizend Hongaren. Daaronder waren 1800 officieren. Andere bron vermeldt: veertienduizend gedecoreerden in 1943, Joden waren uitgesloten van deze orde.

## De Heldenstand na de Tweede Wereldoorlog
Een feodale en adellijke heldenstand is niet met het Marxisme-Leninisme en het Stalinisme verenigbaar en daarom werd zij al in 1945 op last van de Russische bezettingsmacht opgeheven. De landgoederen werden onteigend en genationaliseerd.

## Nieuwe heldenorden
Een "Vitézi Rend" werd in Duitsland als vereniging naar Duits recht heropgericht. De in 1933 geboren Jozséf Árpád Hábsburg zou de orde hebben geleid. De vereniging verkreeg pas in januari 1992 rechtspersoonlijkheid in de Bondsrepubliek. Zij telde bij de oprichting 67 overlevende ridders als leden. Daarbij voegden zich 120 erfgenamen van ridders en enige nieuwe leden. De vererving op de oudste zoon is vervallen en alle nakomelingen kunnen lid worden. De nieuwe leden treden als "Vitézi Rend Nemzetvédelmi Tagok" in de orde. In hun insigne staat geen zwaard.
Zoals bij orden en instellingen in ballingschap vaak het geval is viel de orde in rivaliserende facties uiteen. In 1997 waren er drie Vitézi Rend in Duitsland en hadden ook een aantal overlevende veteranen van de volksopstand van 1956 zich als Vitézi Rend georganiseerd. Sindsdien hebben twee facties zich verzoend.
Het overleg van grootmeesters en de "Commission Internationale d’Etudes des Ordres de Chevalerie" erkennen de door
Z.K.K.H.  József Árpád von Hapsburg en eertijds door de overleden Brigadegeneneraal Vitéz Antal Radnóczy bestuurde orde als een legitieme voortzetting van wat een door de Hongaarse staat ingestelde orde was. In 1953 heeft de in Portugese ballingschap levende kapitein-generaal Miklós Horthy Vitéz Hugó Sónyi de opdracht gegeven om als vice-kapitein-generaal op te treden. Generaal Sónyi was al in 1953 begonnen om de orde in ballingschap te reorganiseren. Toen Horthy in 1959 stierf was er geen opvolger. De leden, voor zover zij handelings- en bewegingsvrijheid hadden, besloten om in de geest van Horthy te handelen en de orde e continueren onder een nieuwe kapitein-generaal. Zij kozen de Habsburger Veldmaarschalk Vitéz Aartshertog József August von Habsburg die al sinds 1920 lid was.
De door hem bestuurde orde vond officiële erkenning, zij het niet in Hongarije of door Europese regeringen. Als "ridderlijk lichaam Sui Generis" en lichaam naar internationaal recht heeft de orde volgens de Commission Internationale d’Etudes des Ordres de Chevalerie het recht zich een ridderorde of in ieder geval een ridderlijk instituut te noemen. De afgescheiden of door particulieren opgerichte Vitézi Rend kan men ipso facto als vereniging of pseudo orde karakteriseren.
In 1962 overleed de Aarshertog in Rain, Beieren. Generaal vitéz Ferenc Farkas de Kisbarnak werd als derde kapitein-generaal gekozen. Hij werd in 1977 opgevolgd door de kleinzoon van Aartshertog József August, de in 1933 geboren Z.K.K.H. vitéz Joseph Árpád van Habsburg.

## Het versiersel

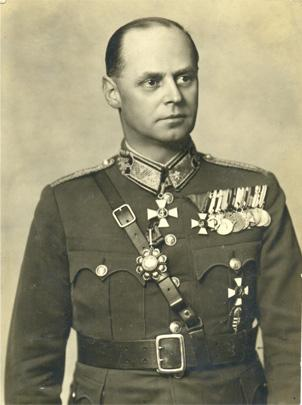
Vitéz kisbarnaki Ferenc Farkas met het versiersel op de linkerborst

Het in 1921 door Joszef Szilasi ontworpen insigne of kleinood, in het Hongaars "Vitézi Jelvény" genoemd, is een met een krans van eikenloof en korenaren omringd Hongaars wapen onder een stefanskroon. Het wapen ligt op een zon die op een blauw vlak is geplaatst. Het was gebruikelijk om de helden een rechtopstaand gouden zwaard in het insigne te plaatsen en dit zwaard bij vererving in zilver naar beneden te laten wijzen. Men droeg het insigne als een broche op de linkerborst.
Er zijn ten minste drie juweliers bekend als vervaardiger van het geëmailleerde en vergulde zilveren sieraad. Daarom wijken sommige insignes sterk van elkaar af. Zo is de stefanskroon soms gedeeltelijk geëmailleerd.
- Mssrs. Jerouschek in de Semmelweisstraat No. 7 in Boedapest
- Mssrs. Boczan in Budapest
- Mssrs. Walther